# Stipe Bačelić-Grgić
Stipe Bačelić-Grgić (ur. 16 lutego 1988 w Szybeniku) – chorwacki piłkarz występujący na pozycji środkowego pomocnika w chorwackim klubie HNK Šibenik. Były młodzieżowy reprezentant Chorwacji.